# Envisat
Envisat („Environmental Satellite” – dosł. „satelita do badań środowiska”) – wycofany z użycia satelita do obserwacji Ziemi Europejskiej Agencji Kosmicznej (ESA), pozostający na orbicie ziemskiej. Wyniesiony 1 marca 2002 roku na pokładzie rakiety Ariane 5 wystrzelonej z Gujańskiego Centrum Kosmicznego niedaleko Kourou w Gujanie Francuskiej, na heliosynchroniczną orbitę polarną o wysokość 790 km (± 10 km) i okresie rewizyty 35 dni. Satelita okrąża Ziemię w około 101 minut. Po utracie kontaktu z satelitą 8 kwietnia 2012 roku, ESA oficjalnie ogłosiła koniec misji Envisat 9 maja 2012 roku. Potencjalną przyczyną mogła być awaria regulatora mocy uniemożliwiająca przesyłanie telemetrii i telekomend lub zwarcie, które wymusiło przejście satelity w tryb bezpieczny. Prawdopodobnie podczas tej procedury nastąpiła kolejna anomalia, która zatrzymała satelitę w nieznanym stanie i położeniu.
Misja satelity Envisat początkowo planowana była na 5 lat. Envisat jest najcięższym bezzałogowym, cywilnym sztucznym satelitą Ziemi. Jego misję ma kontynuować seria satelitów Sentinel.